# Вергун, Наталья Ивановна
Наталья Ивановна Вергун (укр. Наталія Іванівна Вергун); 2 июля 1938, Ахтырка (ныне Сумской области Украины) — советский и украинский живописец. Народный художник Украины (1997).
В 1953—1958 обучалась в Харьковском государственном художественном училище под руководством Н. Слипченко. Выпускница Ленинградского института живописи, скульптуры и архитектуры им. Репина АХ СССР (ИнЖСА) (1968). Ученица А. А. Мыльникова.
В 1966—1968 стажировалась в творческой мастерской Академии художеств СССР, руководитель А. Мыльников.
С 1971 года — член Харьковского отделения Союза художников Украины.
Участница республиканских, всеукраинских, всесоюзных, международных и зарубежных выставок с 1965 года. Персональные выставки: Харьков — 1984; Киев — 1987; Красноград (Харьковской области) — 1987.
Отец — украинский поэт Иван Вырган (Вергун).

## Избранные работы
- цикл «Родная земля» (1969)
- «Автопортрет с отцом» (1969)
- цикл «Поры года. Натюрморты» (1970—1983)
- «Вечеря хліборобів» (1984)
- цикл «Поетична Україна» (1993—1996)